# Comité consultatif constitutionnel
Pour les articles homonymes, voir CCC.
Ne doit pas être confondu avec le Conseil constitutionnel.
Le Comité consultatif constitutionnel (CCC) est un comité qui a siégé en 1958, en France, formé principalement de membres de l'Assemblée nationale et du Conseil de la République (ancêtre du Sénat), et également de membres nommés par le pouvoir exécutif, dont la mission était d'étudier l'avant-projet de ce qui deviendra la constitution du 4 octobre 1958 et d'en proposer des modifications. Son rôle, consultatif, était prévu par la loi constitutionnelle du 3 juin 1958.

## Histoire
Le Comité consultatif est prévu par la loi constitutionnelle du 3 juin 1958, qui dispose :

« Pour établir le projet, le Gouvernement recueille l'avis d'un comité consultatif ou siègent notamment des membres du Parlement désignés par les commissions compétentes de l'Assemblée nationale et du Conseil de la République. Le nombre des membres du comité consultatif désignés par chacune des commissions est au moins égal au tiers du nombre des membres de ces commissions ; le nombre total des membres du comité consultatif désignés par les commissions est égal aux deux tiers des membres du comité. »

Au départ, le projet de loi constitutionnelle, déposé le 1er juin 1958 à l'Assemblée nationale, ne mentionnait pas d'intervention du Parlement :

« Ce projet, extrêmement bref, était ainsi conçu :
“Pour mettre en œuvre les principes énoncés dans l'exposé des motifs de la présente loi, l'article 90 de la Constitution [de 1946] est remplacé par les dispositions suivantes : Art. 90. La Constitution est révisée dans les formes suivantes : le gouvernement de la République établit en Conseil des ministres, après avis du Conseil d'État, un projet de loi constitutionnelle qui est soumis au référendum. La loi constitutionnelle portant révision de la Constitution est promulguée par le président de la République dans les huit jours de son adoption”. »

Une opposition parlementaire s'étant manifestée durant l'étude de ces dispositions, dans la nuit du 1er au 2 juin, le gouvernement de Gaulle III envoya une lettre rectifiant le texte qu'il proposait, en prévoyant que la future constitution serait examinée par un « comité consultatif ». Il s'agissait pour le général de Gaulle de redonner au Parlement une place dans la rédaction de la constitution, tout en garantissant au gouvernement une certaine liberté de manœuvre.
Le Comité consultatif constitutionnel était convoqué par le gouvernement uniquement. L'arrêté portant convocation du Comité fut pris le 26 juillet, et celui-ci ouvrit ses travaux le 29 juillet. Il élit alors son président (Paul Reynaud), et ses vice-présidents. Le Comité se réunit au Palais-Royal, dans les locaux du Conseil économique.
Ses débats furent secrets jusqu'à la publication des Documents pour servir à l'histoire de l'élaboration de la constitution, en 1987 et 1988. En revanche, son avis sur le projet de constitution, ainsi que les modifications proposées, furent rendus publics le 20 août 1958.
Jean Mamert en devient secrétaire général.

## Composition
Après le vote de la loi constitutionnelle du 3 juin 1958, un décret fut pris le 16 juillet par le général de Gaulle, président du Conseil, organisant le futur comité consultatif.
Celui-ci devait ainsi être composé de 39 membres — 16 membres désignés par la commission du suffrage universel de l'Assemblée nationale, 10 par la même commission du Conseil de la République. Les 13 membres restants devaient être choisis parmi des personnalités compétentes, et nommées par décret.
Le 17 juillet, la commission du suffrage universel du Conseil de la République désigna ses 10 membres (entre parenthèses, suit le groupe auquel le sénateur appartient) :
- Geoffroy de Montalembert (républicains-sociaux) ;
- François Valentin (administrativement rattaché au groupe des républicains indépendants) ;
- Marcel Champeix (socialiste) ;
- Jean Gilbert-Jules (gauche démocratique) ;
- Pierre Marcilhacy (apparenté, républicains indépendants) ;
- Max Monichon (centre républicain d'action rurale et sociale) ;
- Jean Nayrou (socialiste) ;
- Amadou Lamine-Guèye (parti du regroupement africain et des fédéralistes) ;
- Jacques de Menditte (MRP) ;
- Joseph Raybaud (gauche démocratique).

Quelques jours plus tard, le 22 juillet, la commission du suffrage universel de l'Assemblée nationale désigna ses 16 membres (entre parenthèses, suit le groupe auquel le député appartient) :
- Albert de Bailliencourt (républicains-radicaux et radicaux-socialistes) ;
- Edmond Barrachin (indépendants et paysans d'action sociale) ;
- Robert Bruyneel (indépendants et paysans d'action sociale) ;
- Jacques Fourcade (indépendants et paysans d'action sociale) ;
- Gabriel Lisette (non inscrit) ;
- Léopold Sédar Senghor (indépendants d'outre-mer) ;
- Pierre-Henri Teitgen (MRP) ;
- Paul Coste-Floret (MRP) ;
- Jean-Paul David (rassemblement des gauches républicaines et du centre républicain) ;
- Lucien Degoutte (républicains-radicaux et radicaux-socialistes) ;
- René Dejean (socialiste) ;
- Raymond Triboulet (républicains-radicaux et radicaux-socialistes) ;
- Philibert Tsiranana (socialiste) ;
- André Mignot (indépendants et paysans d'action sociale) ;
- Paul Alduy (socialiste) ;
- André Gayrard (union et fraternité française).

Enfin, le 26 juillet, date de la convocation du Comité, le gouvernement nomma, par décret, les 13 personnalités compétentes :
- Maxime Blocq-Mascart, conseiller d'État en service extraordinaire ;
- Alfred Bour, conseiller de l'Union française ;
- Hamza Boubakeur, directeur de l'Institut musulman à la mosquée de Paris ;
- Jean Chardonnet, appelé Jacques Chardonnet dans le décret, professeur à l'Institut d'études politiques de Paris ;
- René Chazelle, membre du Conseil supérieur de la magistrature ;
- Roger Frey, conseiller de l'Union française ;
- Marc Lauriol, docteur en droit ;
- André Malterre, président de la Confédération générale des cadres ;
- Léon Noël, ambassadeur de France ;
- Roland Pré, directeur du Bureau minier de la France d'outre-mer (BUMIFOM) ;
- Paul Reynaud, ancien président du Conseil ;
- Fernand Van Graefschepe, vice-président de la Fédération nationale des syndicats d'exploitants agricoles ;
- Marcel Waline, professeur des facultés de droit.

Lors de sa séance inaugurale, le Comité élit Paul Reynaud pour être son président, et messieurs Dejean et de Montalembert comme vice-présidents.

## Sources
1. ↑  Goguel 1959, p. 70.
2. ↑  Goguel 1959, p. 71. En raison d'une erreur de composition, il convient de lire le bas de la page 71 de la manière suivante :

« Mais elle ne put aborder l'étude du projet de révision de l'article 90 qu'à la fin de l'après-midi du lundi 2 juin, l'examen du projet pour établir le projet de pleins pouvoirs s'étant prolongé pendant toute la nuit et une partie de la matinée.

Entre-temps, le gouvernement avait déposé une lettre rectificative à son projet de loi constitutionnelle. Les changements qu'elle apportait à sa rédaction primitive étaient au nombre de deux : d'une part les cinq principes inscrits dans l'exposé des motifs étaient introduits dans le texte même de l'article unique du projet de loi ; d'autre part il était ajouté à celui-ci que, le gouvernement recueillerait l'avis d'un Comité consultatif où siégeraient notamment des membres du Parlement désignés par les commissions compétentes des deux Chambres, en nombre au moins égal au tiers de l'effectif de chacun de ces commissions, le nombre des membres du Comité désignés par les deux commissions étant égal aux deux tiers de son effectif total. »
3. ↑  Goguel 1959, p. 72.
4. ↑  Goguel 1959, p. 81.
5. 1 2 3  Documents historiques…, p. 17–18.
6. ↑  Documents historiques…, p. 14.

Dans le Journal officiel de la République française (JORF), sur Légifrance :
1. ↑  Arrêté du 26 juillet 1958 portant convocation du Comité consultatif constitutionnel, JORF, no 175, 27 juillet 1958, p. 7007.
2. ↑  Avis du Comité consultatif constitutionnel, JORF, no 194, 20 août 1958, pp. 7739 et suivantes.
3. ↑  Décret no 58-599 du 16 juillet 1958 concernant le Comité consultatif constitutionnel, JORF, no 166, 17 juillet 1958, p. 6655.
4. ↑  Décret du 26 juillet 1958 portant nomination au Comité consultatif constitutionnel, JORF, no 175, 27 juillet 1958, p. 7007.